# Гітіс Паулаускас
Гітіс Паулаускас (лит. Gytis Paulauskas, нар. 27 вересня 1999, Вільнюс, Литва) — литовський футболіст, нападник «Колоса» (Ковалівка) та національної збірної Литви.

## Ігрова кар'єра

### Клубна
Гітіс Паулаускас народився у місті Вільнюс і є вихованцем столичного футболу. В головній команді країни — «Жальгіріс» нападник зіграв лише одну гру в дублюючому складі. Після чого три сезони відіграв у клубі Першої ліги Литви «Вільняус Вітіс».
Перед початком сезону 2020 року Палаускас приєднався до клубу Вищого дивізіону «Рітеряй», де провів три сезони. З «Рітеряєм» нападник брав участь у матчах кваліфікації Ліги Європи. По завершенню контракту з литовським клубом, у січні 2023 року Гітіс як вільний агент приєднався до албанського клубу «Егнатія», з якою вже у червні став переможцем Кубка Албанії.
У січні 2024 року перейшов у «Колос» (Ковалівка). Український клуб заплатив 300 тисяч албанцям, що стало рекордним трансфером для «Колоса», перевершивши трансфер Дієго Каріоки, за якого ковалівці заплатили 120 тисяч євро «Вітебську» у 2021 році.

### Збірна
З 2019 року Гітіс Палаускас виступав за молодіжну збірну Литви.
У жовтні 2020 року у товариському матчі проти команди Естонії Гітіс Палаускас дебютував у складі національної збірної Литви.

## Титули
Егнатія
 Переможець Кубка Албанії: 2022/23